# یک عشق‌وعاشقی بی‌نتیجه
یک عشق‌وعاشقی بی‌نتیجه (انگلیسی: A Creampuff Romance) یک فیلم کوتاه کمدی به کارگردانی و بازیگری راسکو آرباکل است که در سال ۱۹۱۶ منتشر شد.

## گزیدهٔ بازیگران
- راسکو آرباکل
- آلیس لیک
- ال سنت جان